# Mexia
Mexia è un centro abitato degli Stati Uniti d'America situato nella contea di Limestone dello Stato del Texas.
La popolazione era di 7.459 persone al censimento del 2010.

## Geografia fisica
Secondo lo United States Census Bureau, ha un'area totale di 5,2 miglia quadrate (13 km²).

## Società

### Evoluzione demografica
Secondo il censimento of 2008, c'erano 6.552 persone, 2.427 nuclei familiari e 1.660 famiglie residenti nella città. La densità di popolazione era di 1.273,9 persone per miglio quadrato (492,0/km²). C'erano 2.750 unità abitative a una densità media di 533,8 per miglio quadrato (206,2/km²). La composizione etnica della città era formata dal 55,90% di bianchi, il 31,68% di afroamericani, lo 0,23% di nativi americani, lo 0,20% di asiatici, il 10,67% di altre razze, e l'1,33% di due o più etnie. Ispanici o latinos di qualunque razza erano il 17,90% della popolazione.
C'erano 2.427 nuclei familiari di cui il 36,2% aveva figli di età inferiore ai 18 anni, il 44,7% aveva coppie sposate conviventi, il 19,7% aveva un capofamiglia femmina senza marito, e il 31,6% erano non-famiglie. Il 28,1% di tutti i nuclei familiari erano individuali e il 15,0% aveva componenti con un'età di 65 anni o più che vivevano da soli. Il numero di componenti medio di un nucleo familiare era di 2,63 e quello di una famiglia era di 3,21.
La popolazione era composta dal 30,1% di persone sotto i 18 anni, il 10,0% di persone dai 18 ai 24 anni, il 25,0% di persone dai 25 ai 44 anni, il 18,5% di persone dai 45 ai 64 anni, e il 16,4% di persone di 65 anni o più. L'età media era di 33 anni. Per ogni 100 femmine c'erano 84,5 maschi. Per ogni 100 femmine dai 18 anni in giù, c'erano 77,5 maschi.
Il reddito medio di un nucleo familiare era di 22.785 dollari e quello di una famiglia era di 29.375 dollari. I maschi avevano un reddito medio di 26.479 dollari contro i 18.138 dollari delle femmine. Il reddito pro capite era di 12.235 dollari. Circa il 20,8% delle famiglie e il 22,1% della popolazione erano sotto la soglia di povertà, incluso il 28,5% di persone sotto i 18 anni e il 15,2% di persone di 65 anni o più.